# Platymessa
Platymessa is een geslacht van hooiwagens uit de familie Cosmetidae.
De wetenschappelijke naam Platymessa is voor het eerst geldig gepubliceerd door Mello-Leitão in 1941. 

## Soorten
Platymessa omvat de volgende 3 soorten:
- Platymessa h-inscripta
- Platymessa nigrolimbata
- Platymessa transversalis